# Сеизмограф
Сеизмограф (на гръцки: σεισμος и γράφω: „разтърсване“ и „писане“) или сеизмометър (на гръцки: μετρέω: „измерване“) е уред, с който се регистрират сеизмичните вълни. Записът, който сеизмографът регистрира, се нарича сеизмограма.
Сеизмографът най-общо се състои от инертна маса и регистриращо устройство. Най-опростеният сеизмограф се състои от махало. Когато колебанието на Земята достигне до махалото, корпусът, за който то е закачено, започва да се движи заедно със Земята, докато инертната маса, остава неподвижна. В случая тя е като реперна точка, спрямо която се „измерва“ колко голямо е колебанието в Земята.

## Любопитно
Най-старият уред за отчитане на земни трусове е изобретен в Китай през 2 век от Джан Хън.
Той бил изработен от керамика, като в средата имало ваза с тежест в центъра си, която се люлеела при земни вибрации. Тя на свой ред чрез люлеенето събаряла топките от устите на драконите, които били по горният край на вазата в устите на жабите, които били в основата. Така древните китайци отчитали зeмните трусове.